# Cohors III Bracaraugustanorum (Britannia)

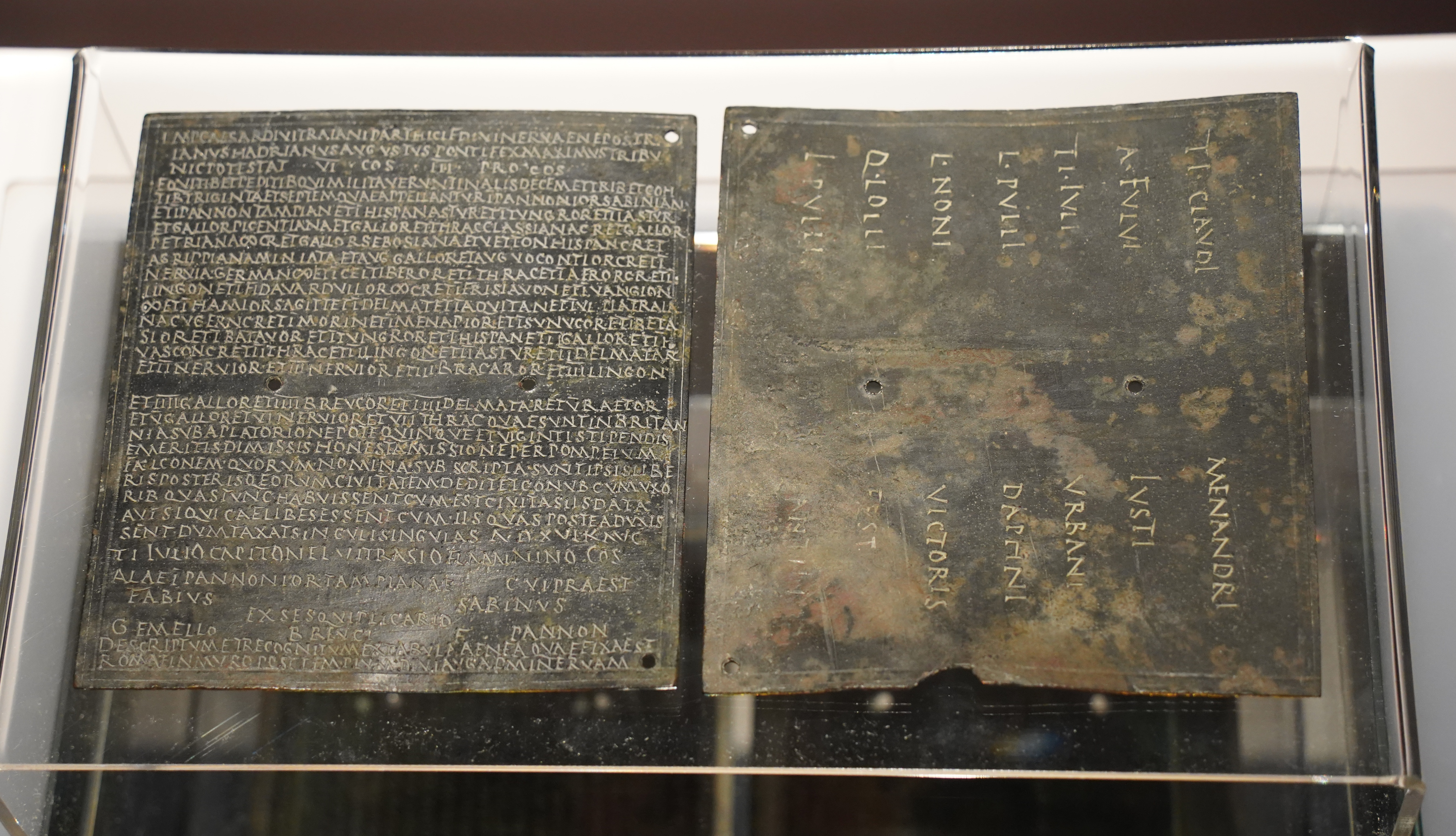
Eines der Militärdiplome des Jahres 122

Die Cohors III Bracaraugustanorum (deutsch 3. Kohorte aus Bracara Augusta) war eine römische Auxiliareinheit. Sie ist durch Militärdiplome, Inschriften und Ziegelstempel belegt. In einem Diplom von 122 wird sie als Cohors III Bracarorum bezeichnet, in einer Inschrift als Cohors Bracarum.

## Namensbestandteile
- Cohors: Die Kohorte war eine Infanterieeinheit der Auxiliartruppen in der römischen Armee.

- III: Die römische Zahl steht für die Ordnungszahl die dritte (lateinisch tertia). Daher wird der Name dieser Militäreinheit als Cohors tertia … ausgesprochen.

- Bracaraugustanorum: aus dem conventus Bracara Augusta. Die Soldaten der Kohorte wurden bei Aufstellung der Einheit auf dem Gebiet des conventus (iuridicus) Bracara Augusta (mit der Hauptstadt Bracara Augusta) rekrutiert.[2]

Da es keine Hinweise auf die Namenszusätze milliaria (1000 Mann) und equitata (teilberitten) gibt, ist davon auszugehen, dass es sich um eine Cohors quingenaria peditata, eine reine Infanterie-Kohorte, handelt. Die Sollstärke der Einheit lag bei 480 Mann, bestehend aus 6 Centurien mit jeweils 80 Mann.

## Geschichte
Die Kohorte war in der Provinz Britannia stationiert. Sie ist auf Militärdiplomen für die Jahre 103 bis 158 n. Chr. aufgeführt.
Der erste Nachweis in Britannia beruht auf einem Diplom, das auf 103 datiert ist. In dem Diplom wird die Kohorte als Teil der Truppen (siehe Römische Streitkräfte in Britannia) aufgeführt, die in der Provinz stationiert waren. Weitere Diplome, die auf 122 bis 158 datiert sind, belegen die Einheit in derselben Provinz.

## Standorte
Standorte der Kohorte in Britannia waren möglicherweise:
| - Manchester: Ziegel mit dem Stempel C III BR wurden hier gefunden. | - Melandra Castle: Ziegel mit dem Stempel C III BR wurden hier gefunden. |

## Angehörige der Kohorte
Folgende Angehörige der Kohorte sind bekannt.

### Kommandeure
| - Aulus Seius Zosimianus, ein Präfekt - Cominius Bonus Agricola Laelius Aper, ein Präfekt | - Marcus Fabius Mettianus, ein Präfekt - Titus Furius Victorinus, ein Präfekt |

### Sonstige
- Marcus Tuccius,[A 2] ein Centurio